# Papir (dokumentarfilm)
Papir er en dansk dokumentarfilm fra 1942 instrueret af Bjarne Henning-Jensen efter eget manuskript.

## Handling
Politiken skrev 22/12 1942: "Bedst er saa ubetinget Bjarne Henning-Jensens Film om Papir. Han har ikke blot givet Filmen en fortræffelig Ramme – Papiret i Menneskenes Liv, fra Vugge til Grav, fra Oldtid til Rationeringmærkernes Nutid –, men ogsaa forstaaet at gøre den dramatisk, rent ud spændende i selve Billederne fra Fabrikationsprocessen".